# Dani Ceballos
Daniel „Dani” Ceballos Fernández (ur. 7 sierpnia 1996 w Sewilli) – hiszpański piłkarz, występujący na pozycji pomocnika w hiszpańskim klubie Real Madryt oraz w reprezentacji Hiszpanii. Wychowanek Realu Betis.

## Kariera klubowa

### Real Betis
Ceballos rozpoczął swoją karierę w 2004 – wtedy to w wieku 8 lat trafił do szkółki piłkarskiej Sevilli. W 2009 zrezygnowano jednak z niego z uwagi na powtarzające się problemy z zapaleniem oskrzeli. Później wystrępował on także w CD Utrera, klubie z rodzinnego miasta, a następnie w Realu Betis, który ściągnął go w 2011. 22 lutego 2014, jeszcze jako junior, podpisał z klubem pierwszy profesjonalny kontrakt.
26 kwietnia 2014, nie zaliczając wcześniej żadnego występu w drużynie rezerw, Ceballos zadebiutował w pierwszym zespole Betisu. Stało się to podczas przegranego 0:1 spotkania z Realem Sociedad, gdy w 46. minucie zastąpił na boisku Lorenzo Reyesa. Pierwszą bramkę zdobył 21 grudnia, otwierając wynik wygranego 2:0 meczu Segunda División z Racingiem Santander. W sumie w całym sezonie 2014/15 wystąpił on w 33 meczach i pomógł Betisowi w awansie do Primera División.
15 października 2015 po długich negocjacjach Ceballos przedłużył swój kontrakt z klubem do czerwca 2020. Pierwszego gola w hiszpańskiej ekstraklasie zdobył 16 kwietnia, ustalając na 2:0 wynik wygranego spotkania z SD Eibar.

### Real Madryt
14 lipca 2017 Real Madryt potwierdził transfer Ceballosa, który podpisał z klubem sześcioletni kontrakt. Według nieoficjalnych informacji kwota transferu miała wynieść około 18 milonów euro. W nowych barwach zadebiutował 16 sierpnia tego samego roku, zmieniając Toniego Kroosa w 80. minucie wygranego 2:0 meczu rewanżowego Superpucharu Hiszpanii z FC Barceloną. 23 września po raz pierwszy wyszedł w wyjściowym składzie i jednocześnie zdobył swoją pierwszą bramkę podczas wygranego 2:1 meczu z Deportivo Alavés.
W sezonie 2017/18 Ceballos zaliczył w sumie cztery występy w Lidze Mistrzów UEFA, pomagając klubowi zdobyć trzeci z rzędu i trzynasty w całej historii tytuł mistrzowski. 13 stycznia 2019 po 15 minutach przebywania na boisku, podczas których był wygwizydwany przez kibiców swojego byłego klubu, zdobył bramkę z rzutu wolnego, ustalając w ostatniej minucie wynik spotkania z Betisem na 2:1.

### Wypożyczenie do Arsenalu
25 lipca 2019 angielski klub Arsenal poinformował o rocznym wypożyczeniu Ceballosa, który przejął na koszulce numer 8, wcześniej należący do Aarona Ramseya.

## Kariera reprezentacyjna
5 listopada 2014 Ceballos otrzymał powołąnie do reprezentacji Hiszpanii do lat 19, zaliczając później występy przeciwko Niemcom, Francji oraz Grecji podczas turnieju rozgrywanego w tym ostatnim kraju. W zespole narodowym do lat 21 zadebiutował 26 marca 2015, zastępując Samuela Castillejo w drugioej połowie wygranego 2:0 meczu z Norwegią. Cztery dni później wyszedł w podstawowym składzie na wygrane 4:0 spotkanie z Białorusią.
Rozgrywane w Polsce młodzieżowe Mistrzostwa Europy Ceballos rozpoczął na ławce rezerwowych, z czasem jednak zaczął grać częściej i pomógł drużynie zająć drugie miejsce. Jednocześnie został wybrany najlepszym zawodnikiem całego turnieju.
11 sierpnia 2018 roku Ceballos zadebiutował w seniorskiej reprezentacji Hiszpanii, rozgrywając cały wygrany 6:0 mecz Ligi Narodów UEFA przeciwko Chorwacji. Swojego pierwszego gola w pierwszym zespole narodowym zdobył 15 listopada tego samego roku w przegranym 2:3 spotkaniu z tym samym przeciwnikiem w ramach tych samych rozgrywek.
Wraz z drużyną do lat 21 sięgnął w 2019 roku po tytuł Mistrza Europy. Jednocześnie po raz drugi w rzędu został wybrany do najlepszej drużyny całych zawodów.

## Statystyki kariery klubowej
(aktualne na dzień 15 marca 2020)
| Real Betis         | 2013/14            | Primera División   | 1   | 0  | 0  | 0 | – | – | 0  | 0 | – | – | 1   | 0  |
| Real Betis         | 2014/15            | Segunda División   | 33  | 5  | 2  | 0 | – | – | –  | – | – | – | 35  | 5  |
| Real Betis         | 2015/16            | Primera División   | 34  | 0  | 4  | 0 | – | – | –  | – | – | – | 38  | 0  |
| Real Betis         | 2016/17            | Primera División   | 30  | 2  | 1  | 0 | – | – | –  | – | – | – | 31  | 2  |
| Real Madryt        | 2017/18            | Primera División   | 12  | 2  | 5  | 0 | – | – | 4  | 0 | 1 | 0 | 22  | 2  |
| Real Madryt        | 2018/19            | Primera División   | 23  | 3  | 6  | 0 | – | – | 4  | 0 | 1 | 0 | 34  | 3  |
| Arsenal (wyp.)     | 2019/20            | Premier League     | 14  | 0  | 2  | 0 | 2 | 0 | 6  | 1 | – | – | 24  | 1  |
| Ogólnie w karierze | Ogólnie w karierze | Ogólnie w karierze | 147 | 12 | 20 | 0 | 2 | 0 | 14 | 1 | 2 | 0 | 182 | 13 |

## Statystyki kariery reprezentacyjnej
(aktualne na dzień 15 marca 2020
| Reprezentacja | Rok     |   | Występy | Gole |
| ------------- | ------- | - | ------- | ---- |
| Hiszpania     | 2018    | 5 | 1       |      |
| Hiszpania     | 2019    | 4 | 0       |      |
| Ogólnie       | Ogólnie | 9 | 1       |      |

| 1. | 15 listopada 2018 | Zagrzeb, Chorwacja | Chorwacja | 1:1 | 2:3 | Liga Narodów UEFA |

## Sukcesy
Real Betis
- Segunda División: 2014/2015

Real Madryt
- Mistrzostwo Hiszpanii: 2021/2022
- Superpuchar Hiszpanii: 2017
- Liga Mistrzów UEFA: 2017/2018, 2021/2022, 2023/24
- Superpuchar Europy UEFA: 2017, 2024
- Klubowe mistrzostwo świata: 2017, 2018

Arsenal
- Puchar Anglii: 2019/20

Hiszpania
- Mistrzostwo Europy U-19: 2015
- Mistrzostwo Europy U-21: 2019
- Wicemistrzostwo Europy U-21: 2017

Indywidualne
- Najlepsza drużyna turnieju oraz najlepszy gracz Mistrzostw Europy U-21: 2017
- Najlepsza drużyna Mistrzostw Europy U-21: 2019